# Кукморський район
Кукморський район (рос. Кукморский район, тат. Кукмара районы) — муніципальний район у складі Республіки Татарстан Російської Федерації.
Адміністративний центр — смт Кукмор.

## Адміністративний устрій
До складу району входять одне міське та 29 сільських поселень:
1. смт Кукмор
2. Байлянгарське сільське поселення — с. Байлянгар
3. Березняцьке сільське поселення — с. Березняк
4. Великокукморське сільське поселення — с. Великий Кукмор
5. Великосардецьке сільське поселення — с. Великий Сардик
6. Важашурське сільське поселення — д. Починок Сутер
7. Каєнсарське сільське поселення — с. Каєнсар
8. Каркауське сільське поселення — с. Каркаусь
9. Кошкінське сільське поселення — с. Кошкіно
10. Лельвізьке сільське поселення — с. Лельвіж
11. Лубянське сільське поселення — с. Лубяни
12. Мамаширське сільське поселення — с. Мамашир
13. Манзараське сільське поселення — с. Манзарас
14. Нижньоіскубаське сільське поселення — с. Нижній Іскубаш
15. Нижньоруське сільське поселення — с. Нижня Русь
16. Ниртинське сільське поселення — сел. Ниртинський Совхоз
17. Нир'їнське сільське поселення — с. Нир'я
18. Олуязьке сільське поселення — с. Олуяз
19. Ошторма-Юм'їнське сільське поселення — с. Стара Юм'я
20. Починок-Кучуковське сільське поселення — с. Починок-Кучук
21. Псяцьке сільське поселення — с. Псяк
22. Сардекбаське сільське поселення — с. Сардекбаш
23. Село-Чурилинське сільське поселення — с. Село Чура
24. Середньокуморське сільське поселення — с. Середній Кумор
25. Туємбаське сільське поселення — с. Туємбаш
26. Уркуське сільське поселення — с. Уркуш
27. Чарлінське сільське поселення — с. Чарлі
28. Ядигерське сільське поселення — с. Ядигерь
29. Янильське сільське поселення — с. Яниль
30. Ятмас-Дусаєвське сільське поселення — с. Ятмас-Дусаєво